# Edmund Fetting

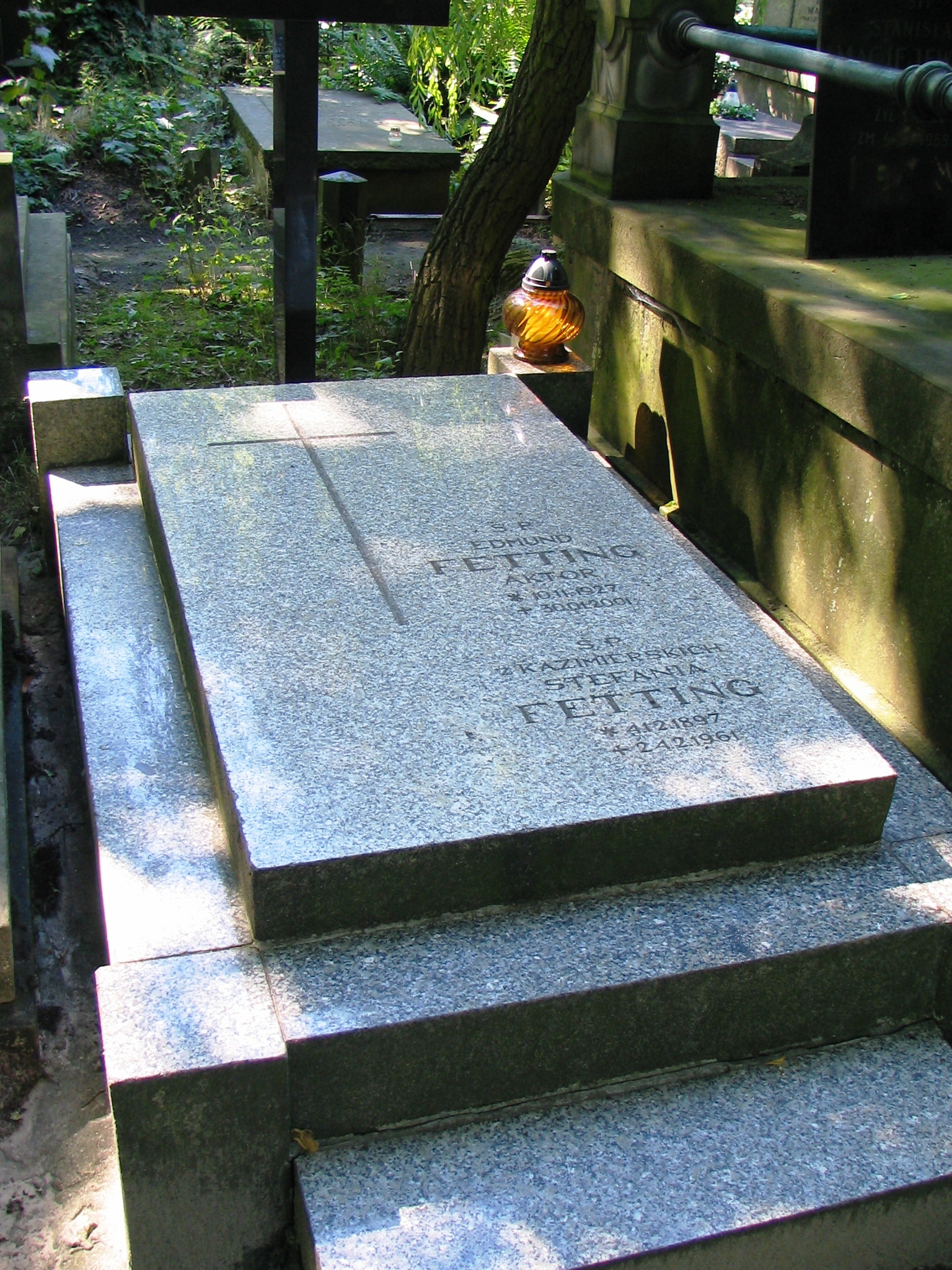
Grób Edmunda Fettinga i jego matki na cmentarzu Powązkowskim w Warszawie

Edmund Andrzej Fetting (ur. 10 listopada 1927 w Warszawie, zm. 30 stycznia 2001 tamże) – polski aktor i piosenkarz.

## Życiorys

### Wczesne lata
Urodził się w Warszawie jako syn Stefanii (z Kazimierskich) i Edmunda Teodora Fettinga. Jego rodzina mieszkała w willi na Mokotowie, a w czasie okupacji niemieckiej schroniła się na plebanii kościoła pw. św. Józefa Oblubieńca Najświętszej Maryi Panny w Baranowie (pow. Grodzisk Mazowiecki) u brata matki – proboszcza ks. Jana Kazimierskiego. Tam Fetting, zwany przez kolegów „Dudkiem”, wspólnie z nimi zorganizował amatorski teatrzyk. Fascynował się też jazzem. Dzięki bratu pianiście nauczył się gry na fortepianie i akordeonie. W latach 1947–1948 był współzałożycielem i kierownikiem zespołu jazzowego „Marabut”, z którym występował w warszawskiej siedzibie YMCA przy ul. Marii Konopnickiej 6, gdzie zapowiadał Leopold Tyrmand. Fetting podjął studia aktorskie w warszawskiej PWSA (później PWST). W 1949 przerwał studia, usunięty za brak talentu, jak podaje Encyklopedia teatru polskiego. Aleksander Zelwerowicz, ówczesny rektor uczelni, powiedział mu: „Pan się do teatru nie nadaje, bo pan jest zbyt smutny”. Fetting nie poddał się i nie zraził tą oceną. W 1951 zdał egzamin aktorski eksternistycznie w warszawskiej PWST.

### Kariera
Był aktorem Teatru Ziemi Opolskiej w Opolu (1949–1952), Teatru im. W. Bogusławskiego w Kaliszu (1952–1953), Teatru im. S. Jaracza w Łodzi (1953–1956) i Teatru Nowego w Łodzi (1956–1957). Przełomem w karierze okazał się angaż do Teatru Wybrzeże w Gdańsku (1957–1960), gdzie pracował z wybitnymi reżyserami, m.in. z Zygmuntem Hübnerem i Andrzejem Wajdą. Zagrał m.in. Raskolnikowa w Zbrodni i karze według Fiodora Dostojewskiego, Polo Pope’a w Kapeluszu pełnym deszczu Michaela Vincente Gazzo i szekspirowskiego Hamleta.
Z Gdańska trafił do Teatru Dramatycznego w Warszawie (1960–1966), który był wówczas jedną z wiodących scen stolicy. Tutaj stworzył kreacje w sztukach współczesnych (Sławomira Mrożka, Friedricha Dürrenmatta, Arthura Millera). Z Warszawą związał się do końca życia, występując kolejno w Teatrze Ateneum (1966–1974), Teatrze Powszechnym (1974–1982), Teatrze Na Woli (1982–1986) i Teatrze Nowym (1987–1988). Gościnnie pojawiał się także na scenach Teatru Współczesnego, Teatru Rozmaitości i Teatru „Komedia”. Z tego okresu pochodzą role Petersa w Niemcach Leona Kruczkowskiego, Hrabiego Henryka w Nie-Boskiej komedii Zygmunta Krasińskiego, Fryderyka Chopina w Lecie w Nohant Jarosława Iwaszkiewicza, Pastora Mandersa w Upiorach oraz Doktora Ranka w Domu lalki Henrika Ibsena, a także Porfirego w Zbrodni i karze według Fiodora Dostojewskiego.
Grywał też w spektaklach Teatru Telewizji. Stworzył świetne kreacje m.in. w Wilkach w nocy Tadeusza Rittnera (Morwicz), Skowronku Jeana Anouilha (inkwizytor), Sławie i chwale według Jarosława Iwaszkiewicza (Edgar Szyller), Weselu Figara Pierre’a Beaumarchais’go (hrabia Almaviva), Play Strindberg Friedricha Dürrenmatta (Kurt). Występował też w niezwykle popularnym w latach 60. i 70. telewizyjnym Teatrze Sensacji („Kobra”).
Zagrał w kilkudziesięciu filmach. Wśród najważniejszych kreacji filmowych są m.in. role Józefa Hallera w Śmierci prezydenta Jerzego Kawalerowicza, porucznika Kaplińskiego w Zbrodniarzu i pannie Janusza Nasfetera czy rola tytułowa w filmie Lokis. Rękopis profesora Wittembacha Janusza Majewskiego. Z seriali telewizyjnych warto wymienić role w Wielkiej miłości Balzaka, Czarnych chmurach, Królowej Bonie i Nad Niemnem.
Był wykonawcą popularnych piosenek filmowych. Wykonywał piosenkę Ballada o pancernych i utwór „Przed nami Odra” (piosenka 7. kompanii) pochodzące z serialu Czterej pancerni i pies. Słowa utworu napisała Agnieszka Osiecka, muzykę skomponował Adam Walaciński. Piosenka Nim wstanie dzień z filmu Prawo i pięść została stworzona specjalnie dla Edmunda Fettinga: tekst napisała Agnieszka Osiecka, muzykę zaś Krzysztof Komeda.
W latach 60. prowadził w radiu audycję „Radiowe Studio Piosenki”. Chętnie wykonywał ballady Bułata Okudżawy, piosenki Charles’a Aznavoura i utwory Kurta Weilla. Miał ciepły, nastrojowy głos. Widzów i słuchaczy ujmował nie tylko talentem, ale też spokojem, opanowaniem i kulturą osobistą.
W latach 90. ograniczył pracę w filmie z powodu choroby serca.
Został pochowany na cmentarzu Powązkowskim w Warszawie (kwatera 74-I-28).  

## Życie prywatne
Był osobą homoseksualną. Żył w nieformalnym związku z młodszym od siebie tancerzem, który porzucił go i wyjechał za granicę.

## Odznaczenia
- Krzyż Kawalerski Orderu Odrodzenia Polski (1980)
- Złoty Krzyż Zasługi (1974)
- Medal 40-lecia Polski Ludowej
- Złota Odznaka honorowa „Za Zasługi dla Warszawy”

## Filmografia
- Zaduszki – Michał (1961)
- Daleka jest droga – oficer (1963)
- Zbrodniarz i panna – porucznik milicji Kapliński (1963)
- Życie raz jeszcze – redaktor Rydz (1964)
- Głos ma prokurator – prokurator Andrzej Tabor (1965)
- Katastrofa – Rowicki (1965)
- Lenin w Polsce – Jakub Hanecki (1965)
- Popioły – urzędnik austriacki w majątku Olbromskich (1965)
- Piękny był pogrzeb, ludzie płakali – Edward Wojtasik (1967)
- Bariery dźwięku – reporter (1968)
- Stawka większa niż życie, odc. 4 serialu TV: Cafe Rose – Christopulis (1968)
- Ostatni świadek – Klaus Goltz (1969)
- Znicz olimpijski – szef gestapo w Zakopanem (1969)
- Doktor Ewa, odc. 3 serialu TV: Prawo do życia, odc. 7: Stawka o życie – dyrektor szpitala Mikulski (1970)
- Lokis. Rękopis profesora Wittembacha – pastor profesor Wittembach (1970)
- Pogoń za Adamem – krytyk filmowy Buvin (1970)
- Brylanty pani Zuzy – szef gangu Krzysztof (1971)
- Jak daleko stąd, jak blisko – Szymon (1971)
- Podróż za jeden uśmiech, odc. 7 serialu TV: Pożegnanie z Dudusiem – profesor Omielski (1971, także w wersji filmu długometrażowego, 1972)
- Diabelskie eliksiry (oryg. Die Elixiere des Teufels, produkcja czechosłowacko-NRD) – sędzia (1972)
- Czarne chmury, serial TV – margrabia Karol von Ansbach (1973)
- Śledztwo – inspektor Sheppard (1973)
- W pustyni i w puszczy, odc. 1 serialu TV: Porwanie, odc. 4: Smain – ojciec Nel, George Rawlison (1973, także w wersji filmu długometrażowego)
- Wielka miłość Balzaka, odc. 3 serialu TV: Contessa, odc. 4: Komedia ludzka – książę Alfred Schenburn (1973)
- Zazdrość i medycyna – doktor Willi von Fuchs (1973)
- Gniazdo – Krystian, syn Bolesława Okrutnego (1974)
- Ile jest życia, odc. 5 serialu TV: Kiepskie szczęście – oficer UB (1974)
- Najważniejszy dzień życia, część 1 cyklu zatytułowana Uszczelka – dyrektor naczelny (1974)
- Zaczarowane podwórko – Jean Pierre Blanchard (1974)
- 07 zgłoś się, odc. 1 serialu TV: Major opóźnia akcję – inżynier (1976)
- Daleko od szosy, odc. 6 serialu TV: Egzamin – dyrektor w ministerstwie (1976)
- Wergili – ksiądz (1976)
- Pasja – audytor Zajączkowski (1977)
- Sprawa Gorgonowej – inspektor Piątkiewicz (1977)
- Śmierć prezydenta – Józef Haller (1977)
- Tańczący jastrząb – przedstawiciel ministerstwa (1977)
- Somosierra. 1808 – Wojciech Kossak (1978)
- Test pilota Pirxa – oskarżyciel przed trybunałem (1978)
- Życie na gorąco, odc. 1 serialu TV: Budapeszt – Otto Ildmann (1978)
- Ojciec królowej – hrabia Zierowski, ambasador austriacki (1979)
- Droga daleka przed nami – ojciec (1979)
- Dzień Wisły – profesor (1980)
- Głosy – doktor Meller (1980)
- Królowa Bona, serial TV – książę Prus Albrecht Hohenzollern (1980)
- Polonia Restituta – premier brytyjski Dawid Lloyd George (1980)
- Dzień czwarty – doktor (1984)
- Lato leśnych ludzi, odc. 5 serialu TV: Legenda – cichociemny (1984)
- Nad Niemnem – Darzecki, szwagier Benedykta Korczyńskiego (1987, także w serialu TV)
- Akwen Eldorado – szef gangu kłusowników (1988)
- Mistrz i Małgorzata, odc. 2 serialu TV: Mistrz – profesor Aleksander Nikołajewicz Strawiński (1988)
- Gdańsk 39 – radca Tadeusz Perkowski (1989)

### Polski dubbing
- Jeszcze bardziej zgryźliwi tetrycy – Max Goldman (1995)
- Królowa Elżbieta (oryg. Elizabeth R) jako Cranmer (1971)

## Upamiętnienie
W latach 2013–2018 w Baranowie (województwo mazowieckie, powiat grodziski) organizowano corocznie Fetting Festiwal.